# Ion (Euripides)
Ion (/ˈɪɒn/; altgriechisch: Ἴων, Iōn) ist eine vermutlich zwischen 414 und 412 v. Chr. verfasste Tragödie des griechischen Dichters Euripides. Erzählt wird die Geschichte des Waisenkinds Ion, eines jungen Dieners im Tempel Apollons in Delphi, der seine wahre Herkunft entdeckt, sowie die Geschichte seiner Mutter Kreusa, die nach einer Vergewaltigung wieder um Selbstbestimmung in ihrem Leben kämpft. Aufgrund der vielschichtigen und für antike Tragödien eher untypischen Beziehungsverhandlung zwischen Menschen und Göttern gilt das Stück als eine der ungewöhnlichsten und am schwersten fassbaren Tragödien des Euripides.

## Ausgaben
- Euripides: Ion (= Cambridge Greek and Latin Classics). Herausgegeben von John C. Gibert. Cambridge University Press, Cambridge 2019, ISBN 978-0-521-59361-8.
- Euripides: Ion. Edition and Commentary (= Texte und Kommentare, Band 58). Herausgegeben von Gunther Martin. Walter de Gruyter, 2018, ISBN 978-3-11-052255-6 (doi:10.1515/9783110523591).